# Półtorak (moneta)

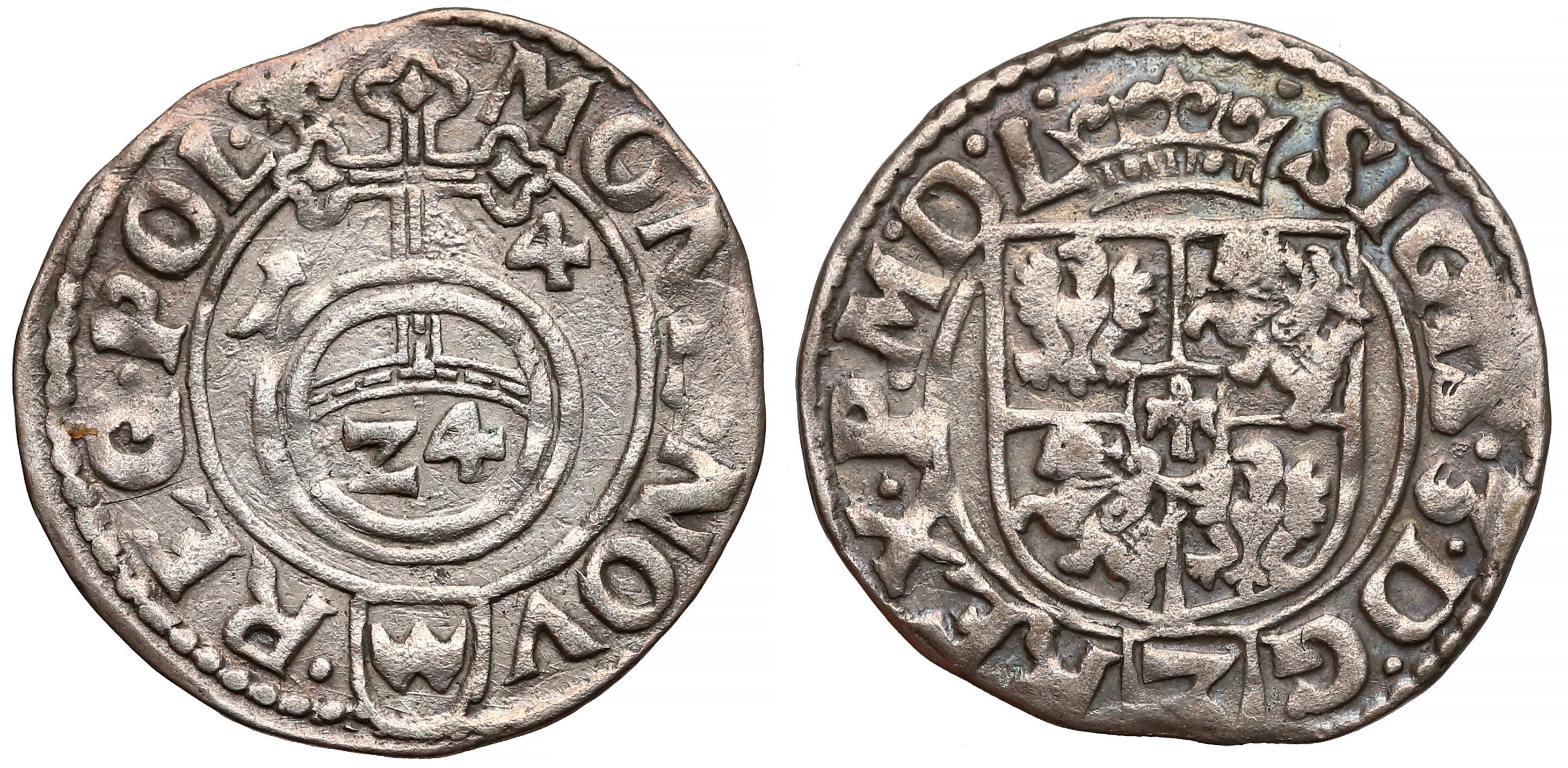
Półtorak koronny 1614 bity w Krakowie

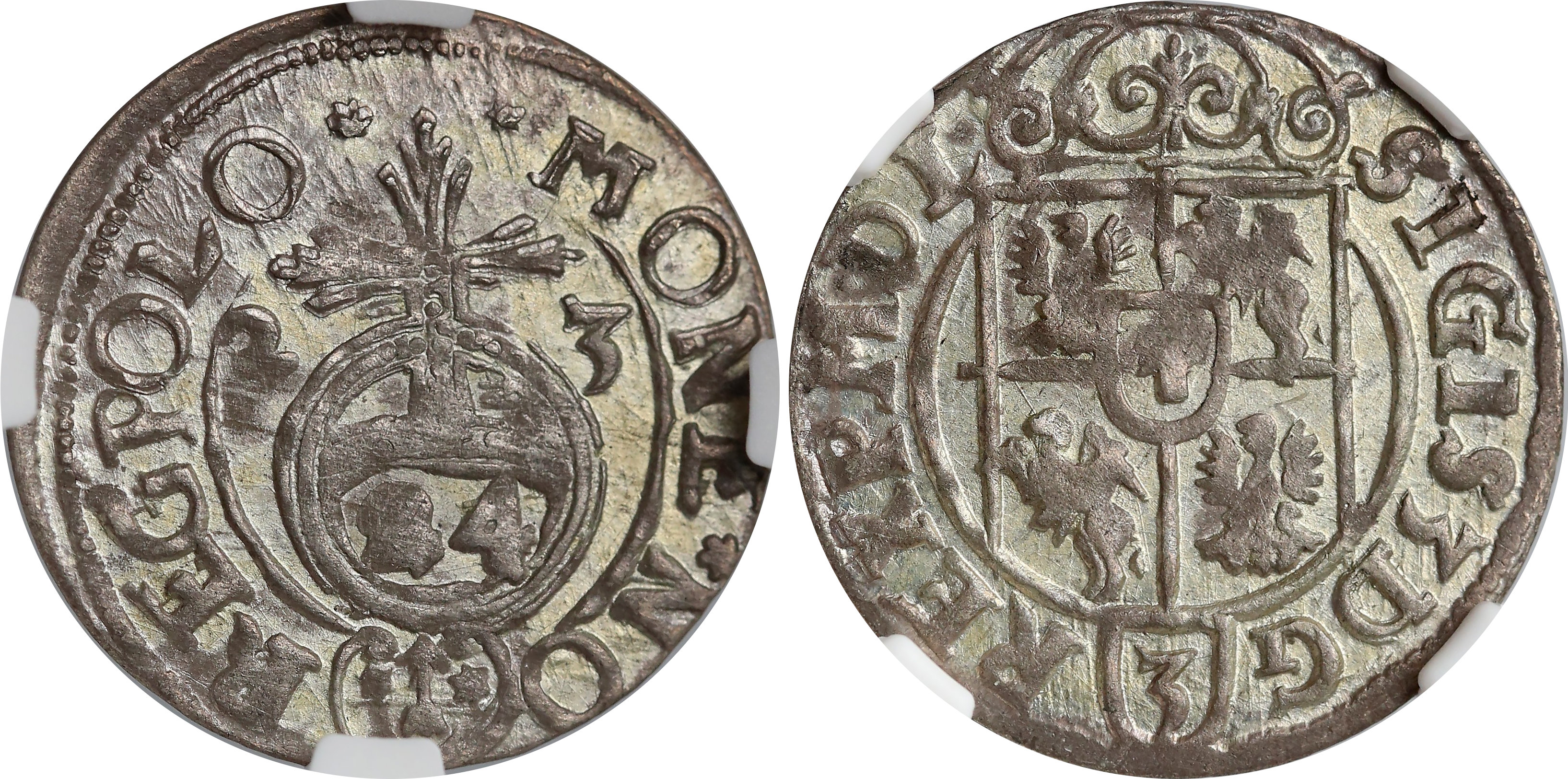
Półtorak koronny 1623 bity w Bydgoszczy

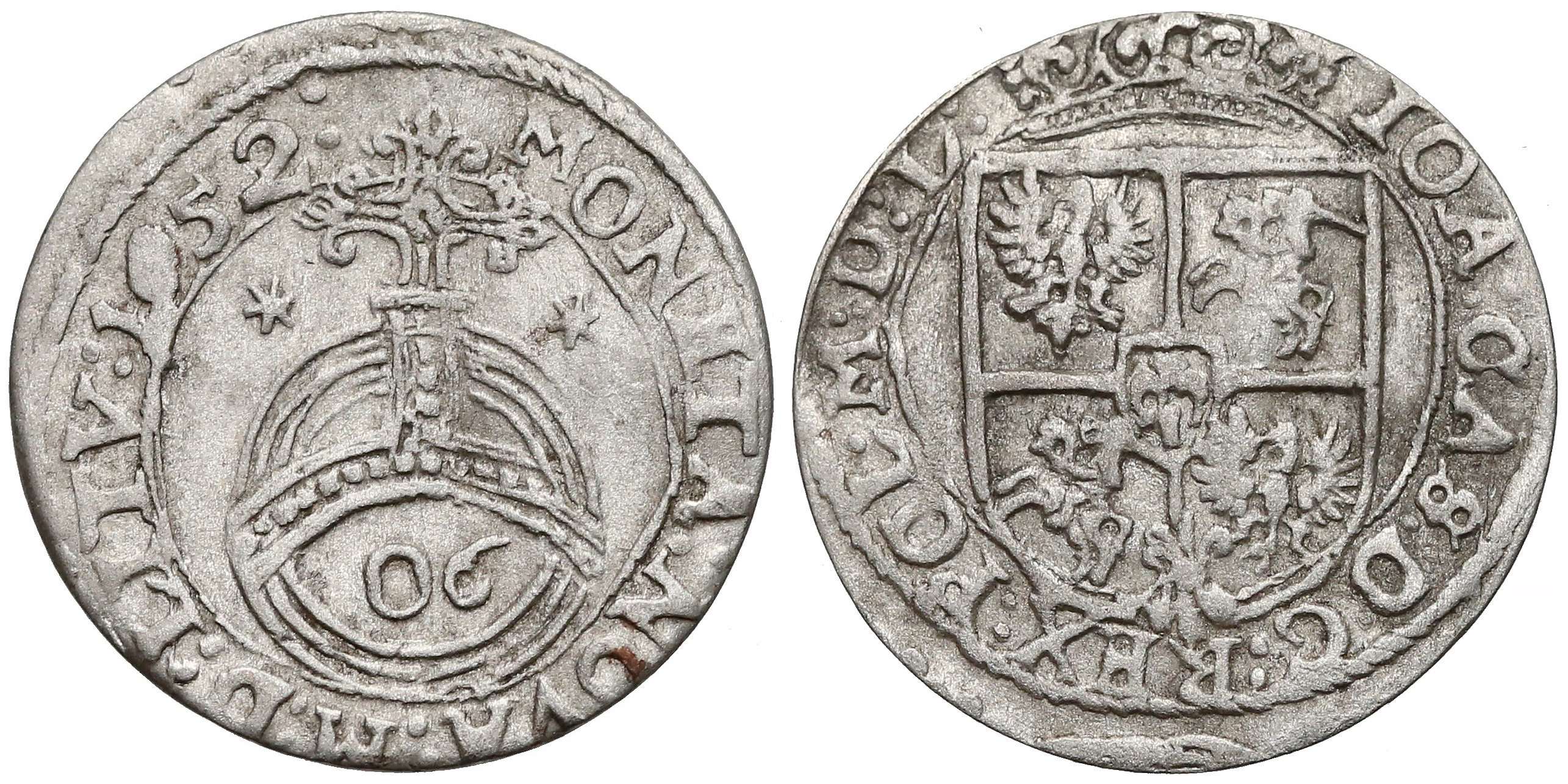
Półtorak litewski 1652 bity w Wilnie

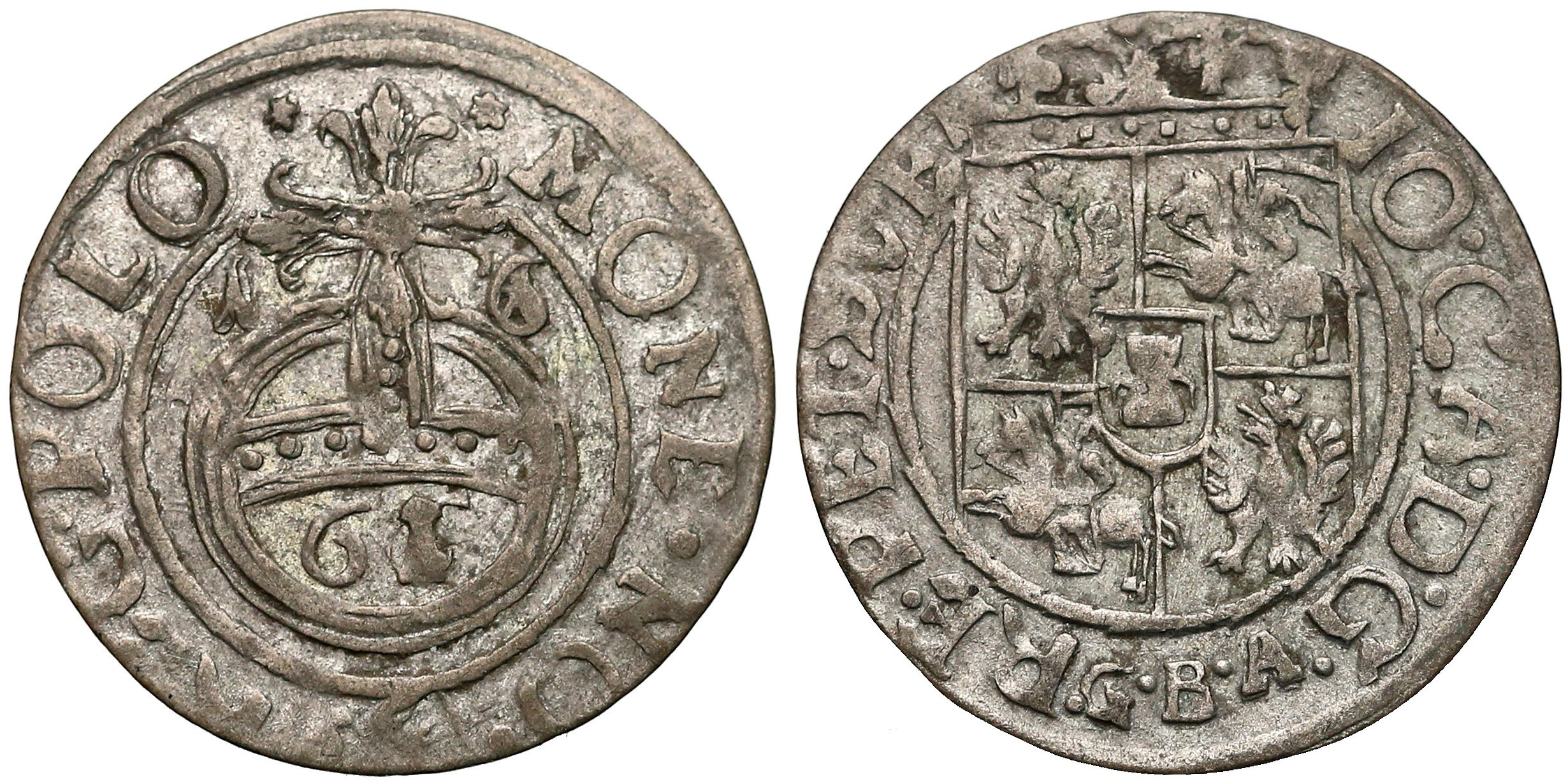
Półtorak 1661 bity we Lwowie

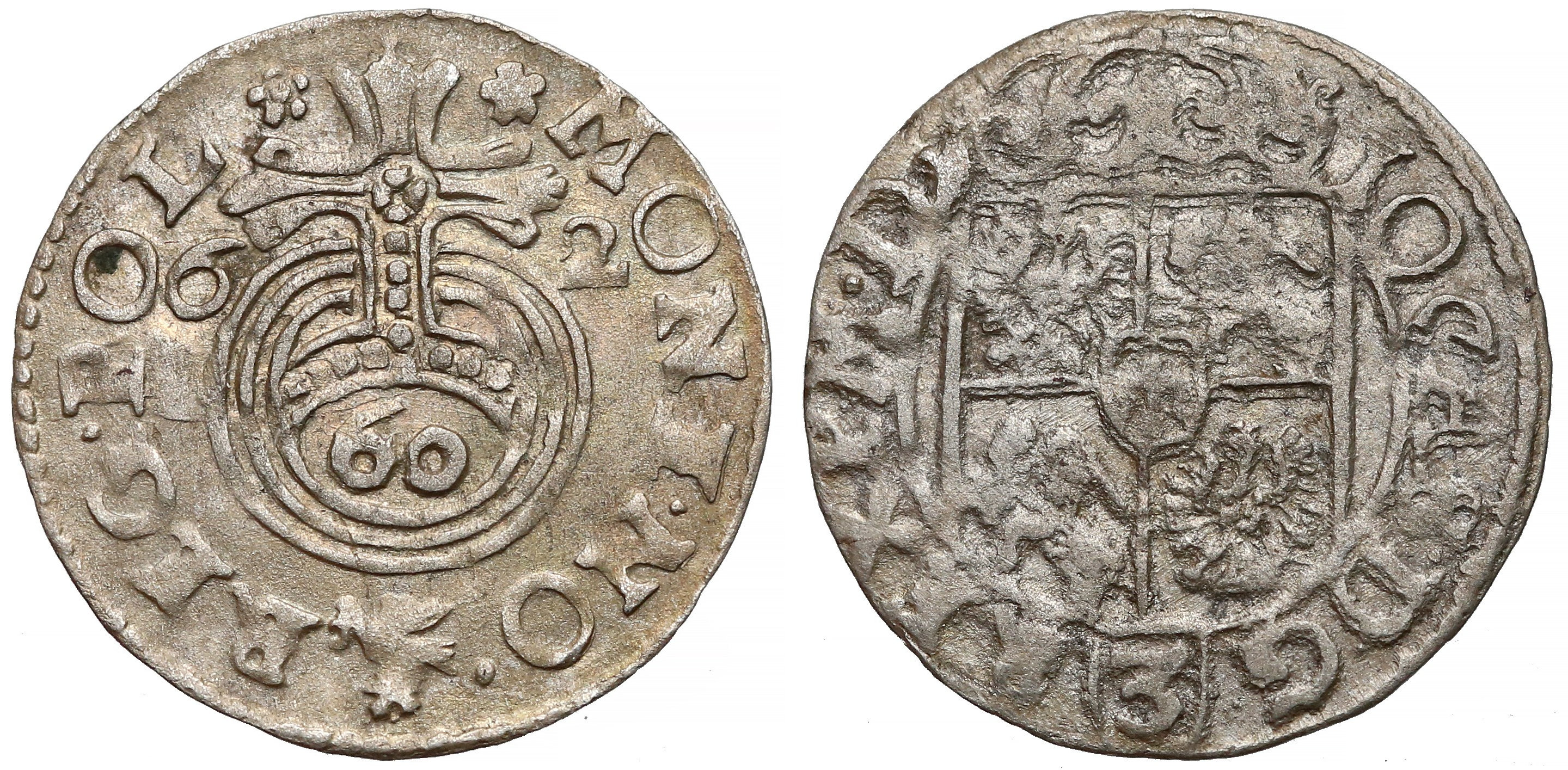
Półtorak 1662 bity w Poznaniu

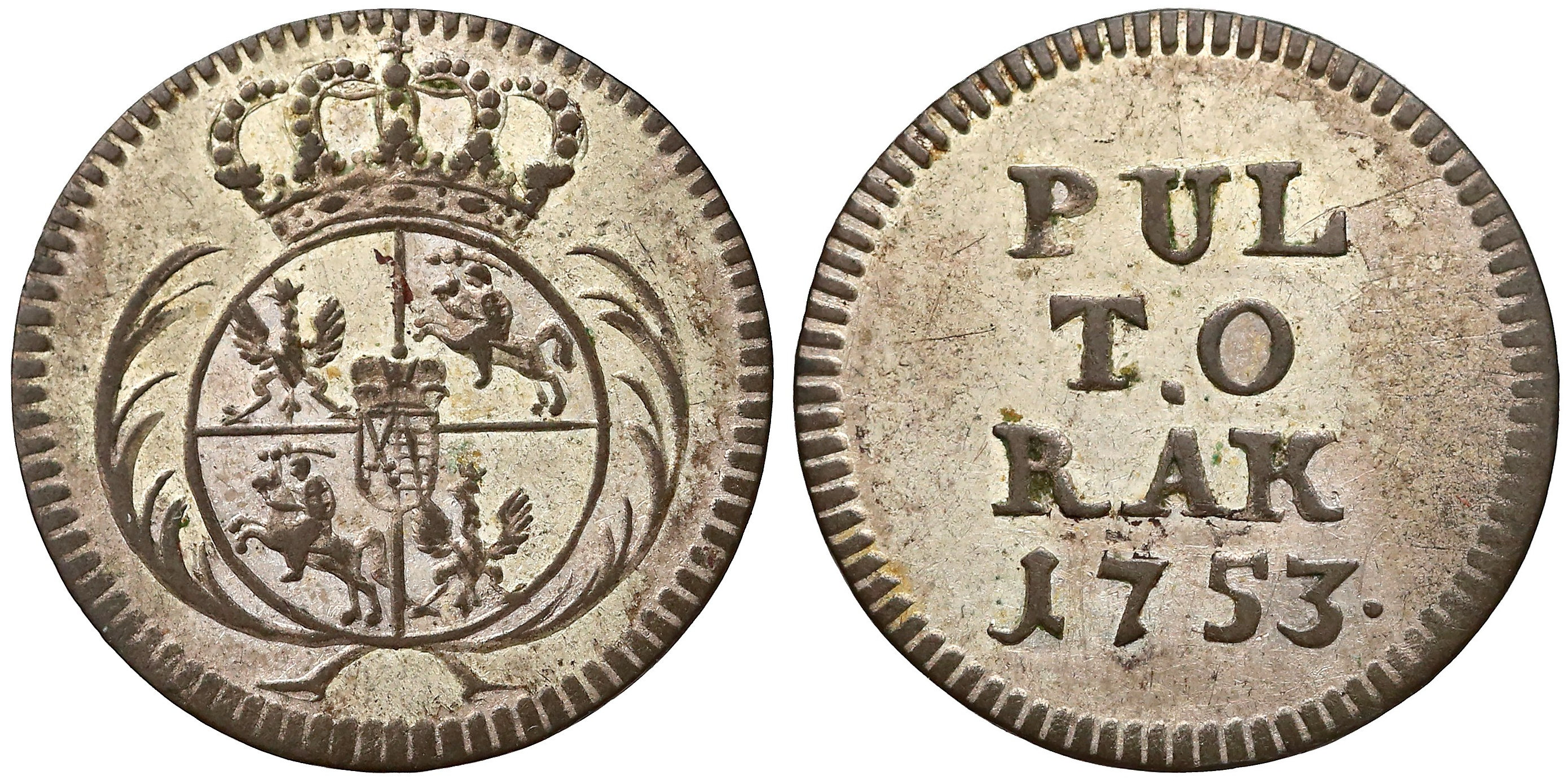
Półtorak 1753 z Lipska

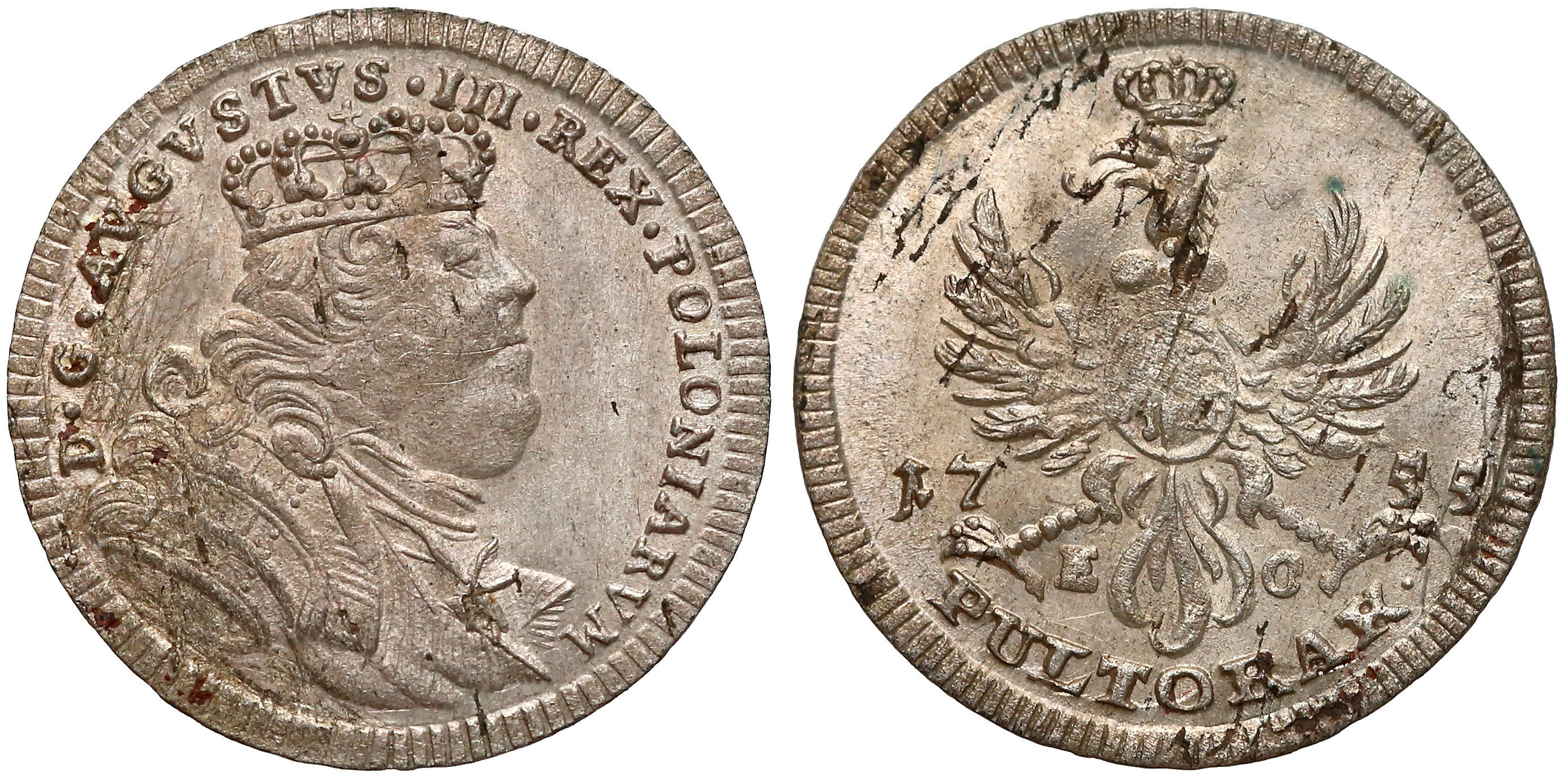
Półtorak 1755 z Lipska

Półtorak – srebrna moneta o wartości półtora grosza bita w Rzeczypospolitej Obojga Narodów za czasów Zygmunta III i Jana Kazimierza. Za panowania Augusta III podjęto nieudaną próbę restytucji tego gatunku.
Półtorak obok trzykrucierzówki, pojawiające się po raz pierwszy za panowania Zygmunta III Wazy, były monetami powstałymi dla potrzeb handlu nadgranicznego, w którym dawał się zwłaszcza odczuć brak gatunku pośredniego pomiędzy groszem a trojakiem.
W 1598 r. zalegalizowano na terenie Rzeczypospolitej obieg drobnych monet obcych. Było to spowodowane faktem, że pod koniec XVI w. polska moneta – głównie w postaci trojaków – stała się ceniona wyżej w stosunku do talara i dukata zagranicą niż w kraju i zaczęto odczuwać w Rzeczypospolitej brak drobnych nominałów.
W taryfie dopuszczonych monet obcych z 1600 r. wyceniono na półtora grosza monety niemieckie:

...które mają liczbę 24 w Jabłku z krzyżem nadpisaną...

(co było oznaczeniem wartości 1/24 talara) oraz monety 3 krajcary z nominałem oznaczonym cyfrą „3”, odpowiadającej tradycyjnym groszom czeskim.

Początek polskiego półtoraka jest kojarzony z Janem Zygmuntem, występującym w tym przypadku jako elektor brandenburski, a nie administrator pruski – lennik króla polskiego. Autorem zrealizowanej przez Brandenburczyka koncepcji półtoraka był wysoki urzędnik skarbowy Rzeczypospolitej, Henryk Laffert (od 1603 r. probierz generalny mennic koronnych, od 1608 r. – dzierżawca mennicy we Wschowie). Niezależnie od swoich bliskich związków z Rzecząpospolitą Obojga Narodów, poszukując dodatkowych źródeł dochodu, Laffert zwrócił się już w 1607 r. do sąsiada Korony z propozycją bicia półtoraka gdzieś na pograniczu, argumentując, że

blisko stamtąd do granicy, mennice polskie są nieczynne, ale o srebro w Polsce bardzo łatwo, a cały interes jest korzystny dla elektora.

Produkcja w myśl zaleceń Lafferta rozpoczęta została dopiero w 1612 r. w uruchomionej na terenie Nowej Marchii w Drezdenku, przy granicy z Koroną, mennicy. Działalność ta, będąca typowym „eksportem inflacji”, została zakończona w wyniku nacisków polskich i na skutek protestów stanów brandenburskich już w 1615 r. W koronie zdążono jednak podchwycić ideę Lafferta. Głównym źródłem półtoraków od 1614 r. stała się mennica bydgoska. Od niemieckiej nazwy miasta Bydgoszcz (Bromberg) nazywano te monety brummerami lub brombergerami.
W mennictwie polskim pojawienie się zarówno półtoraka, jak i trzykrucierzówki było bardzo nietypowym upodobnieniem rodzimej monety do wzorów obcych. Wprowadzenie tych gatunków mogło stanowić swoistą odpowiedź na napływ słabego pieniądza niemieckiego, czyli próbę dokonania ekspansji własnego pieniądza na sąsiednie rynki.
Pojawienie się półtoraków w systemie monetarnym Rzeczypospolitej należy również odbierać w kontekście antykryzysowych poczynań Zygmunta III. Gatunek ten stanowił wówczas narzędzie dewaluacji, ponieważ choć nominalnie był warty ³/2 grosza, to pod względem zawartości srebra odwoływał się do wartości grosza obniżonej o prawie 30%.
W okresie panowania Zygmunta III Wazy półtoraki były bite:
- nieprzerwanie w latach 1614–1629 w mennicach koronnych, początkowo w Krakowie i Bydgoszczy, w latach 1617–1629 tylko w Bydgoszczy[7],
- wyjątkowo na Litwie (1619–1620)[8],
- sporadycznie w Rydze w latach: 1616–1617 (z napisem „GROS” w legendzie, co doprowadziło do zaliczenia tych roczników do gatunku grosza przez niektórych autorów[9]) oraz 1620 (tutaj umieszczono w legendzie „MONE”)[10].

Półtorak koronny miał masę 1,2 grama srebra próby 375, a litewski – 1,58 grama srebra próby 469.
Na awersie pierwszej emisji był Orzeł polski. Jeszcze w tym samym roku zastąpiono go ukoronowaną tarczą pięciopolową z Orłem, Pogonią (umieszczonymi podwójnie) oraz Snopkiem Wazów. Na rewersie utrzymało się, wzorowane na groszu brandenburskim, wyobrażenie królewskiego jabłka. W kolejnych rocznikach zmieniały się subtelnie jego detale.
Przerwanie intensywnej produkcji półtoraków nastąpiło pod koniec lat 20. XVII w. z powodu zajęcia Elbląga i Rygi przez Szwedów, a następnie podjęcia tam przez nich własnej produkcji półtoraków, naśladujących polskie, ale o gorszej stopie.
Na mniejszą skalę do produkcji półtoraków powrócono za Jana II Kazimierza w latach:
- 1658–1659,
- 1661–1662,
- 1666.

Monety te były wykonane ze srebra próby 281 i miały masę 1,09 grama. Z czasów panowania tego króla pochodzą również sporadyczne półtoraki litewskie (między innymi z 1650 i 1651 r. – 1,01 grama srebra próby 375).
Emisji tego gatunku pieniądza zaniechano w 1666 r., prawdopodobnie aby nie potęgować chaosu monetarnego związanego z zalewem monety zdeprecjonowanej.
Po raz ostatni bicia półtoraka podjęto się za panowania Augusta III Sasa. Emisję zrealizowano w Saksonii – w Lipsku. Z punktu widzenia Rzeczypospolitej monety te były jednak pozbawione legitymacji prawnej. W legendzie pojawił się napis: „PULTORAK” – abstrahując od średniowiecznego brakteata z napisem MILOST – była to pierwsza moneta z polską legendą w dziejach.
Po raz ostatni półtorak pojawił się w 1756 r. (masa 1,09 grama srebra próby 203).